# Stichting Onderzoek Multinationale Ondernemingen
Stichting Onderzoek Multinationale Ondernemingen (SOMO) is een kritisch, onafhankelijk kenniscentrum, zonder winstoogmerk, gericht op multinationals.
SOMO onderzoekt sinds 1973 op eigen initiatief multinationals en de gevolgen van hun activiteiten op mens en milieu. SOMO verleent ook diensten op maat (onderzoek, advies en training) aan maatschappelijke organisaties. Daarnaast proberen de organisatie samenwerking te bevorderen binnen een wereldwijd netwerk van maatschappelijke organisaties en instellingen. Op deze drie manieren draagt SOMO bij aan sociale, ecologische en economische duurzaamheid.

## Geschiedenis

### De oprichting
Grote groepen Nederlanders verklaarden zich begin jaren 70 solidair met de hervormingspolitiek van de Chileense president Allende. Het proces van nationalisering van de Chileense economie werd destijds bedreigend voor de multinationale (Amerikaanse) ondernemingen met belangen in Chili. De gewelddadige omverwerping van de regering Allende in 1973 wekte daarbij massale woede op tegen de multinationals. Enkele derdewereldorganisaties en sympathisanten besloten tot de oprichting van een onderzoeksbureau, om de activiteiten en belangen van die multinationale ondernemingen in kaart te brengen. Dit leidde in 1973 tot de oprichting van de Stichting Onderzoek Multinationale Ondernemingen (SOMO). Tot de initiërende organisaties behoorden de X-Y Beweging en Sjaloom.
Aanvankelijk financierden X-Y en Sjaloom de (loon)kosten van een eerste onderzoeker. Later werd de groeiende SOMO-organisatie vele jaren (mede) gefinancierd door subsidies van de NCO (nu NCDO).
De focus van SOMO lag in het begin voornamelijk bij ontwikkelingslanden. Vanaf 1975 verrichtte SOMO echter ook onderzoek ter ondersteuning van werknemers in Nederland, werkzaam bij multinationale ondernemingen. SOMO verzorgde publicaties en scholing voor ondernemingsraden en vakbondskadergroepen van vrijwel alle belangrijke multinationale ondernemingen met Nederland als thuisbasis.
SOMO-medewerkers traden veelvuldig op als deskundigen voor ondernemingsraden van Nederlandse bedrijven bij herstructureringen, fusies en reorganisaties.
De opkomst van Europese ondernemingsraden (EOR) betekende logischerwijs dat SOMO een nieuw - hieraan verwant - werkterrein erbij had gekregen. Het opstellen van bedrijfsprofielen van multinationale ondernemingen en de ondersteuning bij de oprichting van EOR-en werd een kernterrein van SOMO in de jaren 80 en 90 van de 20e eeuw. Daarnaast bleef onderzoek naar multinationale ondernemingen en de door hen gedomineerde bedrijfstakken een belangrijk onderzoeksterrein.

### Verandering werkzaamheden
Rond de eeuwwisseling is het werk voor ondernemingsraden afgenomen en is vooral het werk gericht op ontwikkelingslanden overgebleven. Sinds het einde van de 20e eeuw wordt onderzoekswerk verricht rond de thema's maatschappelijk verantwoord ondernemen, arbeidsverhoudingen in ontwikkelingslanden en internationale handel en investeringen. Opdrachten worden verkregen via subsidies verstrekt door de Nederlandse en Europese overheid. Vakbonden, ontwikkelingsorganisaties en andere maatschappelijke organisaties zijn opdrachtgevers van SOMO.

### Oprichting netwerken
De ontwikkeling van internet zorgt voor een grote beschikbaarheid van informatie waardoor vanaf de jaren 90 de rol van SOMO veranderd is. De toegevoegde waarde van SOMO ligt enerzijds op het (laten) onderzoeken van productie- en arbeidsomstandigheden in verschillende productieketens en anderzijds in het versterken van samenwerking tussen organisaties die bedrijven en beleidsmakers willen beïnvloeden. SOMO wil door de combinatie van onderzoek en netwerkcoördinatie de integratie van kennis en actie bevorderen. SOMO coördineert verschillende netwerken (MVO Platform, OECD Watch, Coalitie Eerlijke Handel, GoodElectronics). Daarnaast is SOMO penvoerder van verschillende EU consortia (makeITfair en Towards Tax Justice) en is als stuurgroeplid betrokken bij the European Coalition for Corporate Justice en Tax Justice Network NL. In het verlengde van onderzoek en netwerkcoördinatie richt SOMO zich ook steeds meer op capaciteitsopbouw van zuidelijke ngo's (door het organiseren van workshops, trainingen en het ontwikkelen van onderzoeksmethoden) en het coördineren van lobby en beleidsbeïnvloeding.
In de periode 2005-2010 wordt de aandacht voor arbeidsomstandigheden en milieu in productiesectoren ook verder aangevuld met initiatieven op (nieuwe) economische thema's, zoals tax justice en de hervormingen van de financiële markten.

### Vanaf 2010
In 2010 zijn de beoogde doelen van SOMO opnieuw geformuleerd:
- De invloed van maatschappelijke organisatie op multinationals neemt toe.
- Het beleid en de praktijk van bedrijven dienen duurzame en sociale ontwikkeling.
- Overheidsregulering is gericht op eerlijke verdeling van welvaart en duurzaamheid.

### Vanaf 2020
Sinds 2024 en 2025 neemt SOMO deel aan initiatieven tegen de Israëlische invasie in Gaza waaronder als initiatiefnemer van de actie “De rode lijn” met als “eis aan einde aan Nederlandse medeplichtigheid aan Israëls oorlogsmisdaden”.

## Netwerken

### Netwerken gecoördineerd door SOMO
- GoodElectronics
- Lobbywatch
- MVO Platform
- OECD Watch
- Tax Justice Nederland

### Lid van stuurgroep
- European Coalition of Corporate Justice (ECCJ)
- Tax Justice Network NL

### Netwerken waar SOMO aan deelneemt
- Agribusiness Accountability Initiative
- Banktrack
- European Association of Development Research and Training Institutes (EADI)
- GATS Platform
- Our World is Not For Sale
- Red Puentes
- Regulate Global Finance Now
- Schone Kleren Kampagne (SKK)
- Seattle to Brussels Network
- Sociaal Forum Nederland
- The Global Union Research Network
- The Northern Alliance for Sustainability (ANPED)
- Tropical Commodity Coalition
- Werkgroep Duurzame Natuursteen